# Krach boursier de 2001-2002
Le krach boursier de 2001-2002, qualifié aussi de « krach boursier rampant », a été marqué par les faillites ou sauvetages in extremis de grandes sociétés comme Enron, Worldcom, Vivendi ou France Télécom.
Au-delà de l’éclatement de la bulle Internet, le krach a touché les entreprises qui étaient soupçonnées de pratiques comptables opaques et de surendettement, dans tous les secteurs. En France, le CAC 40 perd 21,9 % en 2001 et 33,75 % en 2002, alors que les années 1999 et 2000 avaient vu un afflux très important d'argent dans les sicav boursières. Démarré dès avril 2000, le krach boursier a duré trois ans. D'un record historique le 4 septembre 2000 à 6 944,77 points, le CAC 40 est tombé à 2 401,15 points le 12 mars 2003.

## L'origine
L'entrée en bourse le 9 août 1996 de l'éditeur de logiciels américain Netscape a marqué le début de l’« exubérance irrationnelle » sur les marchés boursiers, selon le président de la Réserve fédérale américaine Alan Greenspan. Dès novembre, sa capitalisation dépassait celle de Delta Air Lines. La bulle Internet va prendre toute sa dimension plus tard, au cours des années 1999 et 2000.
L’indice Nasdaq 100, regroupant les 100 principaux ténors de l’informatique américaine, parmi lesquels Intel, Microsoft, Oracle, Dell et Yahoo, a ainsi progressé de 85 % en 1999. L'indice Nasdaq qui regroupe plusieurs milliers de sociétés et les principales valeurs technologiques de la Silicon Valley, a été multiplié par 3,5 entre 1998 et 2000, pour atteindre un plus haut historique de 5 048,62 points le 10 mars 2000.

## Les cinq phases successives du krach

### Septembre 1999 à mars 2000, la phase d'emballement
La hausse des cours qui a marqué la bulle Internet s'est accélérée au cours de ses six derniers mois, prenant une dimension ultra-spéculative : les investisseurs ne prennent plus la peine de choisir les entreprises, ils achètent en bloc des indices boursiers comme le NASDAQ-100 ou le CAC 40. En janvier 2000, le rachat de Time Warner par AOL est perçu comme "le succès annoncé de la nouvelle économie sur l'ancienne"". Le concept de TMT est utilisé pour englober les sociétés des secteurs médias, télécoms et technologie, qu'elles soient perdantes ou gagnantes des évolutions technologiques. Cette accélération paraît fragile, voire suspecte, à une partie des analystes et des économistes, mais la hausse des cours est tellement rapide que même les investisseurs pessimistes hésitent à vendre, en se disant qu'il sera toujours temps de le faire plus tard.

### Avril 2000 à octobre 2000, la phase d'alerte
En mars 2000, deux événements surviennent : l'action France Télécom gagne 20 % en une seule journée à l'annonce de l'introduction en bourse de Wanadoo, écart qui révèle des contradictions dans son activité, et le PDG de Global Crossing Robert Annunziata quitte l'opérateur télécoms seulement un an après son arrivée. Global Crossing passe de 61 dollars à 25 dollars en quelques semaines, car une levée de fonds de 2,5 milliards de dollars, exigée par les banquiers a échoué, la moitié des titres n'étant pas acceptés par le marché.
C'est un premier choc pour les investisseurs, d'autant que le principal actionnaire Gary Winnick, ex-associé de Michael Milken lors de la crise des junk bonds, a revendu ses actions. Le 7 octobre 2000 Global Crossing change à nouveau de PDG. Les analystes prévoient un creusement de sa perte 2001, à 2,56 dollars par action, six fois plus (37 cents par action) qu'en 2000. Une concurrence très forte est apparue sur les réseaux de fibre optique, les plus récents comme ceux de LD Com ou COLT Technology Services étant plus rapides que le grand réseau racheté à prix d'or, 12 milliards de dollars, par Global Crossing lors de son OPA de mars 1999 sur Frontier Communications.
Malgré cette phase d'alerte, les bourses mondiales vont rester pendant six mois sur leurs « plus hauts » historiques. Le CAC 40 va même toucher un record le 4 septembre 2000 à 6 944,77 points. Les grandes fusions et acquisitions continuent. Le montant de l'acquisition d'Orange par France Télécom est ainsi élevé, 50 milliards d'euros, soit 264 milliards de francs, en plus des 19,4 milliards, destinés à éponger la dette d'Orange, et des 43 milliards servant à payer la licence UMTS d'Orange en Grande-Bretagne. En juin 2000 a lieu la fusion de Vivendi avec Seagram et Canal+, dont une partie seulement est payée en titres, car les actionnaires de Seagram ont obtenu une clause discrète les protégeant en cas de baisse de l'action Vivendi.

### Novembre 2000 à novembre 2001, la phase d'aveuglement
Les difficultés de Global Crossing ont mis la puce à l'oreille des investisseurs : l'effondrement des prix va ruiner les multiples opérateurs télécoms qui ont investi dans des réseaux par des acquisitions financées à crédit : d'autres faillites sont à prévoir. Mais peu d'opérateurs profitent du fait que les cours de bourse sont encore élevés pour tenter de se désendetter par une augmentation de capital. L'incertitude politique, sur fond d'élection présidentielle américaine le 4 décembre, s'achève lorsque le président George W. Bush prend ses fonctions en janvier 2001, puis nomme la républicaine Laura Unger à la tête de la SEC dès février.
Dans un premier temps, les attentats du 11 septembre 2001 ont sérieusement inquiété les investisseurs. Jusqu'à fin septembre, les cours des principales bourses mondiales plongent. Ensuite, cependant, les opérations financières de fusion et acquisition se poursuivent. Début décembre 2001, le français Vivendi annonce qu'il va racheter le réseau de télévisions câblées américaines USA Networks, alors qu'il a déjà dépensé 5 milliards de dollars pour racheter ses propres actions après le 11 septembre 2001. Les faillites d'opérateurs télécoms se sont pourtant déjà multipliées : Winstar Communications en avril 2001, Viatel en mai 2001 et Global TeleSystems (GTS) en octobre 2001.

### Décembre 2001 à février 2003, la phase de colère
Puis c’est l’annonce de la faillite du groupe de négoce en énergie Enron, en décembre 2001, et celle de son auditeur comptable, Arthur Andersen qui contribuent à la panique. Kenneth Lay, le PDG d’Enron, avait créé plus de 3 000 sociétés offshores dans les îles Caïmans, les Bermudes ou les Bahamas, afin de présenter des bilans comptables favorables. 
Les actionnaires se rendent compte que « les assemblées générales ont été perverties par un système qui favorise l’esbrouffe, le clinquant, le marketing de bas étage, aux dépens de la réalité des comptes », selon un haut dirigeant d’un groupe international d’audit. À partir de mai 2002, la plupart des actionnaires se « demandent si les comptes présentés par les entreprises sont justes et sincères. » Le 9 octobre 2002, le Nasdaq américain a atteint son cours le plus bas depuis six ans et affiche une chute de 78 % de sa valeur par rapport à son record historique au-dessus de 5 000 points, touché en mars 2000. En France, les analystes se voient reprocher d’avoir soutenu Jean-Marie Messier.

### À partir de mars 2003, la phase de reprise
La guerre en Irak, qui démarre en mars, après des mois de préparatifs, se révèle courte et sans résistance, l'armée de Saddam Hussein fuyant ou se rendant même si une guérilla va ensuite se développer pendant des années. Rassurée, la bourse repart en deux fortes hausses consécutives, juste après le point bas de 2 401,15 points touché le 12 mars 2003, d'autant qu'un certain nombre de solutions sont apportées aux problèmes financiers ayant dégoûté les investisseurs, en particulier celui du conflit d'intérêts posé par les recommandations d’analystes financiers. L'accord amiable du 28 avril 2003 à Wall Street est imposé à dix grandes banques de Wall Street par le procureur de l'État de New-York Eliot Spitzer.
Vivendi passe ses comptes à la paille de fer en annonçant en mars, une perte comptable de 23 milliards d'euros, la plus importante jamais enregistrée par une société française. Dès le 5 mars, France Télécom avait fait de même, en annonçant une perte comptable de 20,7 milliards d'euros. Tous deux ont entre-temps décidé des cessions d'actifs pour alléger leur endettement, Vivendi étant le plus actif des deux sur ce front, alors que France Télécom est recapitalisé de 15 milliards d'euros dont 9 milliards par l'État.

## Les critiques contre les analystes, les stock-options et les agences de notation
Le ressentiment accumulé par les actionnaires contre certaines pratiques financières explique l'ampleur et la durée du krach, près de trois ans, alors qu'il faut du temps pour que se mettent en place des réformes ou des sanctions.

### Stock-options
En France, le magazine L'Expansion révèle que les stock-options représentent 3,9 % du nombre des actions en circulation du CAC 40, beaucoup de dirigeants d'entreprise les ayant exercées en 2001. Lors de l'enquête sur la faillite frauduleuse d'Enron, les enquêteurs découvrent que le PDG Kenneth Lay a vendu pour plus de 300 millions de dollars en actions Enron de 1989 à 2001, la plupart provenant de stock option. Entre septembre et octobre 2001, il a vendu une grande quantité d'actions Enron, alors que leur valeur était en train de décliner, tout en encourageant ses employés à s'en procurer, prétendant que leur valeur rebondirait.
Après le krach boursier de 2001-2002, plusieurs grandes sociétés, comme Microsoft, BNP Paribas ou Daimler-Chrysler, ont annoncé qu'elles renonçaient à distribuer des stock-options à leurs salariés.

### Les agences de notation
Les agences de notation se voient reprocher par les directions des groupes les plus endettés de dégrader leurs notation, ce qui fait chuter les cours car les actionnaires prennent au sérieux les risques de faillite. Ces derniers reprochent aux agences de notation d'avoir pris trop tard en compte l'endettement excessif des sociétés et facilité des acquisitions à prix excessif, en pleine bulle spéculative.
Les abaissements de notation ont effectivement été tardifs et très progressifs. En février 2001, Standard & Poor's et Moody's abaissent à nouveau la note de Deutsche Telekom, British Telecom et France Télécom, de A à A-, dernière étape avant la relégation dans la division inférieure B. Le point culminant de la dégradation de la note de France Télécom n'a été atteint que le 24 juin 2002 lorsque a dégradé l'entreprise à Baa3, le dernier rang supérieur à celui de "junk bonds".
Le 24 juin, l’agence de notation financière a ainsi abaissé de deux crans la notation sur France Télécom  et sa filiale Orange, en jugeant que les deux opérateurs ne « génèreront pas suffisamment de cash-flow à court terme » pour juguler une dette qui s’élevait à plus de 60 milliards d’euros à la fin 2001 et avait ensuite continuée à augmenter du fait des difficultés de MobilCom. Le titre plonge sous la barre des 9 euros. Son président, Michel Bon, accuse alors Moody's « d'aggraver la situation financière du groupe en lui fermant l'accès aux marchés ». Une semaine plus tard, le 1er juillet 2002, l'agence de notation financière dégrade la note de Vivendi Universal, également au dernier avant celui de junk bond. Le lendemain, le titre perd 26 %, et son président, Jean-Marie Messier, est acculé à la démission.

### Les analystes financiers
Les recommandations d’analystes des grandes banques d’affaires témoignent de conflits d’intérêts évident pendant et après la bulle internet, qui sont mis au jour par l'enquête de la SEC, le gendarme de la bourse américaine et celle du procureur de l'État de New-York Eliot Spitzer. L'accord amiable du 28 avril 2003 à Wall Street vise à remédier à ces problèmes, pour sanctionner les abus mais sans passer devant un tribunal. Il est imposé aux dix grandes banques de Wall Street par le procureur de l'État de New-York Eliot Spitzer. En France, les analystes se voient reprocher d'avoir soutenu Jean-Marie Messier. La SEC américaine a déclenché des poursuites contre l’ex-PDG le 23 décembre 2003, qui visent aussi son ex-directeur financier Guillaume Hannezo mais sans aboutir. Ils étaient accusés d’avoir « commis plusieurs infractions au droit fédéral » américain des valeurs mobilières.
Des analystes sont aussi accusés d'avoir abusivement soutenu France Télécom, dont l'action avait culminé à 190 euros. La presse se fait alors l’écho des objectifs de cours de 220 euros de certains analystes au plus fort de la bulle Internet, au moment où la société procède à des acquisitions à l’étranger. L’action France Télécom, introduite en bourse en 1997 lors de la privatisation au prix de 27 euros, tombe début 2003 à seulement 6 euros, obligeant l'État français à apporter 9 milliards d'euros pour garantir le succès d'une augmentation de capital de 15 milliards d'euros.

## Spécificité française
Même si les actions de technologie sont moins nombreuses en France, le krach est aussi important qu’aux États-Unis. Le CAC 40 perd 60 %, entre son pic du 4 septembre 2000 et le 1er octobre 2002. Il cède 18 % sur le seul mois de juillet. Les trois sociétés les plus touchées sont les trois plus endettées : France Télécom, Vivendi et Alcatel perdent chacune plus de 90 % en 2002. Vivendi annoncera en mars 2003 une perte comptable de 23 milliards d’euros, la plus importante jamais enregistrée par une société française.
Dix mois plus tôt, le PDG Jean-Marie Messier et déclaré qu'elle allait « mieux que bien » et coupait les budgets publicitaires au Monde, tout en l'attaquant en diffamation, lui reprochant d'avoir révélé le 15 mai que Vivendi avait « frôlé la cessation de paiement à la fin 2001 ». Messier démissionne le 2 juillet 2002, remplacé par Jean-René Fourtou, qui écrit le 13 août 2002 aux actionnaires avoir trouvé la société "au bord de la cessation de paiements" information qu'il confirmera au tribunal de New York.
Après les attentats du 11 septembre 2001, Vivendi avait racheté pour 5 milliards d'euros de ses propres actions, ce qui est interdit durant les 15 jours précédant une publication de résultats. Le groupe tente avec beaucoup de difficulté de les revendre le 8 janvier 2002, révèle l'Agence France-Presse. Les actions sont vendues en dessous du prix minimum de 60 euros exigé par l'assemblée générale. Entre-temps, Vivendi s'est créé d'autres besoins de trésorerie : elle a racheté le 18 décembre USA Network pour 10,3 milliards de dollars "en partie par échange d'actions".
En annonçant l'opération, Messier lance une polémique sur la fin de l'exception culturelle française, qui ne suffit pas à lui rallier les milieux d'affaires, même si l'action prend 5,9 %, six jours après un communiqué assurant que les "discussions ne déboucheraient en aucun cas sur la création de la moindre action", publié en réaction à un article du New York Post sur une transaction imminente, pour 13 à 19 milliards de dollars, qui avait fait chuter l'action Vivendi de 4,4 %. Le 7 mai 2002, Vivendi confirme qu'il n'a émis que 27,6 millions d’actions pour cette opération, soit moins de 1,6 milliard de dollars, et dépensé 1,6 milliard de dollars en liquide en 2002, l'essentiel de l'acquisition étant financé en liquide dès la fin du mois de décembre 2001.
Début janvier, une note interne de la direction de la trésorerie, réclame "très vite une émission obligataire de 2,5 à 3 milliards pour consolider la structure financière du groupe", mais l'opération est annulée à la mi-janvier.
En mars 2002, l'AFP révèle une note sur Vivendi d'Édouard Tétreau, analyste au Crédit lyonnais, titrée "La Fin d'Une Exception". Il évoque, parmi plusieurs scénarios, la cession d'une partie de la filiale Vivendi Environnement ou le départ du PDG. Six mois plus tard, la presse révèlera qu'un mandat pour cette cession avait été confiée en mars à la Deutsche Bank, qui avait perdu de l'argent en janvier en se dévouant pour conserver les actions dont la bourse ne voulait plus.Jean-Marie Messier soupçonne ensuite un piratage du vote électronique lors de l'assemblée générale du 24 avril, car la participation dépasse 20 % contre pas plus de 5 % habituellement. L'abstention est élevée sur une motion proposant la création de nouvelles stock-options représentant 5 % du capital, violemment critiquée par Colette Neuville, présidente de l'Association de défense des actionnaires minoritaires (Adam), dans un entretien au quotidien Le Monde. Le dividende, dont le paiement était prévu le 13 mai, est effectué sur un compte bloqué, sans acompte, puisque la somme s'élève à 1,09 milliard d'euros.
Colette Neuville s'était interrogée sur la possibilité de le verser compte tenu des difficultés financières. En échange de son maintien, Edgar Bronfman et Jean-Louis Beffa, premiers actionnaires, ont accepté la création de nouvelles stock-options. Le 3 mai, l'agence de notation Moody's a abaissé la note de crédit du groupe, soulignant que, "une fois le dividende payé, le groupe n'avait plus de trésorerie significative".
Reconnu coupable en janvier 2010 à New York de communication financière trompeuse ayant ruiné ses actionnaires, Vivendi était passible selon Maxime Delespaul, le principal avocat des plaignants français de dédommagements pouvant aller jusqu'à 9 milliards de dollars, dans le cadre d'une class action, mais le juge américain chargé du dossier a exclu de la procédure les détenteurs de titres cotés en France. Vivendi a estimé que ce jugement "a pour effet d'éliminer plus de 80 % des dommages et intérêts potentiels".

## Conséquences économiques et comparaisons historiques

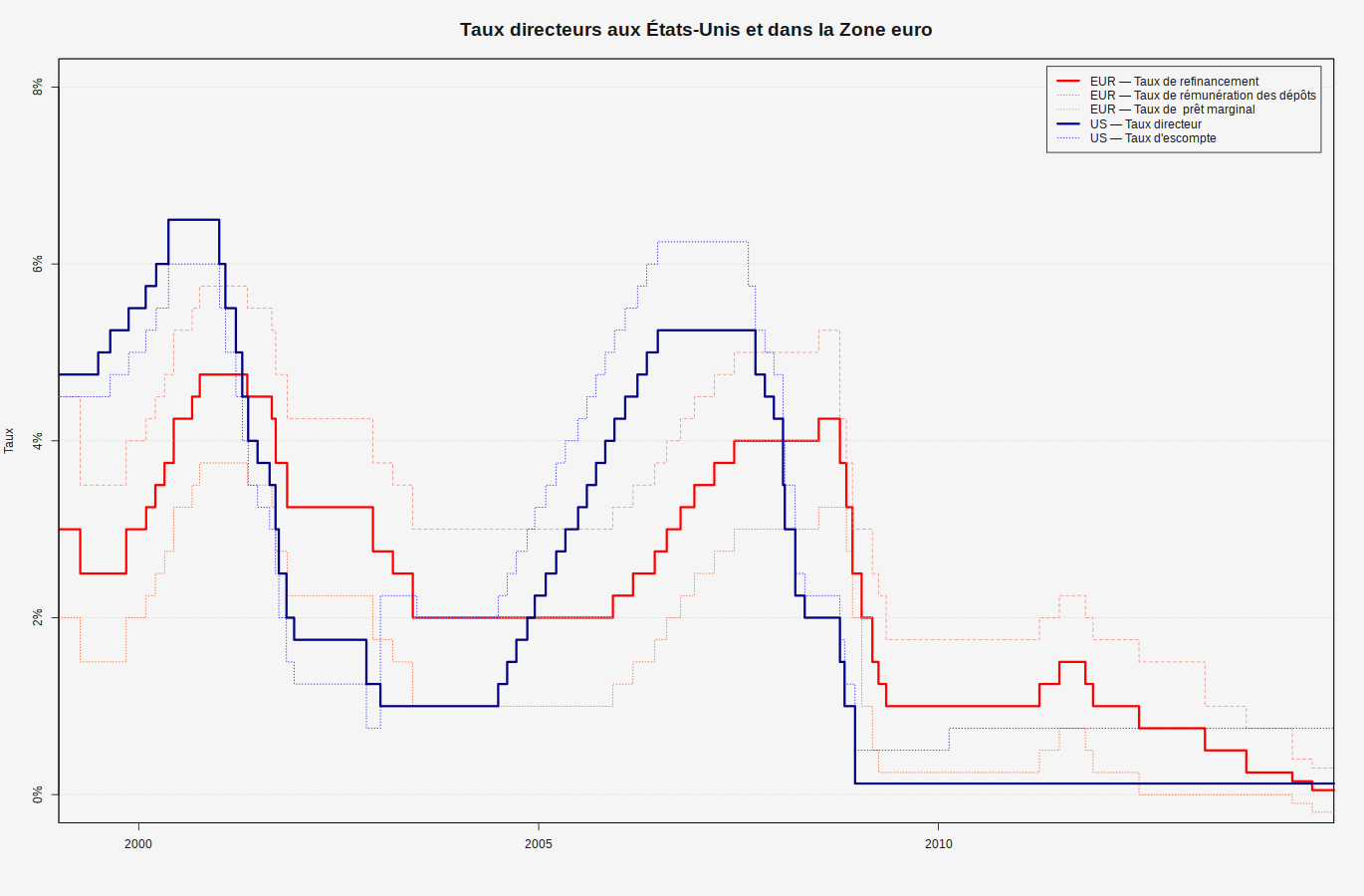
Taux directeurs de la BCE (rouge) et de la FED (bleu)

Le krach boursier de 2001-2002 était l’un des pires de l’histoire, sur la durée. Moins rapide que le krach d'octobre 1987, ses effets sur l'économie furent moins longs et persistants que ceux du krach de 1929, car les banques étaient plus importantes et résistèrent mieux aux faillites d'opérateurs télécoms.
Certains économistes[Qui ?] estiment que le krach boursier de 2001-2002 s'apparente en fait au krach de 1847, qui avait été marqué par la spéculation sur une myriade de sociétés de chemin de fer, en France comme en Angleterre. Les investissements opérés dans les opérateurs télécoms sont gelés entre 2000 et 2002 mais reprennent ensuite, une fois les faillites réglées : les réseaux des sociétés en faillite sont récupérés par les concurrents et une partie des salariés qui avaient perdu leur emploi réembauchés.
L'une des conséquences est l'abaissement à un niveau exceptionnellement bas des taux directeurs de la Réserve fédérale américaine, à seulement 1 %, dès la fin de l'année 2002, afin de permettre aux banques de résister à la crise. La Réserve fédérale américaine sera critiquée pour avoir ensuite attendu la mi-2004 pour les remonter à nouveau, tandis que la Banque centrale européenne a péché par le même excès[réf. nécessaire], en attendant 2006 pour remonter ses taux directeurs, eux aussi très bas.
Le krach boursier de 2001-2002 eut des effets limités sur l’économie des grands pays développés, dans la mesure où la correction boursière était jugée inéluctable par de nombreux observateurs politiques et économiques[Qui ?]. Ainsi en France, le taux de chômage qui était de 9,8 % en 2000 avait même baissé à 8,7 % en 2002. Selon les économistes, le krach de 2001-2002 a eu pour principale conséquence de détourner les investisseurs de la bourse et les amener à privilégier l’immobilier.